# Friginatica conjuncta
Friginatica conjuncta är en snäckart som beskrevs av Dell 1953. Friginatica conjuncta ingår i släktet Friginatica och familjen borrsnäckor. Inga underarter finns listade i Catalogue of Life.